# 入船 (東京都中央區)
入船（日语：／ Irifune */?）是東京都中央區的地名。郵遞區號104-0042。

## 地理
屬東京都中央區京橋地域。北臨八丁堀，東接湊，南鄰明石町，西連新富。

## 歷史
位於舊京橋區内。
- 1971年（昭和46年）1月 - 實施住居表示，去除入船町的「町」字，改名為「入船」。

### 地名的由來
過去町域西側是入船川。

## 設施
- 薩摩亞大使館
- 櫻川保育園
- 中央區立櫻川公園

### 所轄之警察署、消防署
- 築地警察署（所在地：築地）
- 京橋消防署築地出張所（所在地：明石町）

## 備註
1. ↑  町丁目別世帯数男女別人口　中央区ホームページ  平成25年8月1日現在 的存檔，存档日期2013-03-12.
2. ↑  新富地區 町名の由来 - 中央區役所建築課調査係 （页面存档备份，存于）,2011-11-18閲覧。